# Microsema ustimacula
Microsema ustimacula là một loài bướm đêm trong họ Geometridae.